# Uta Deckow

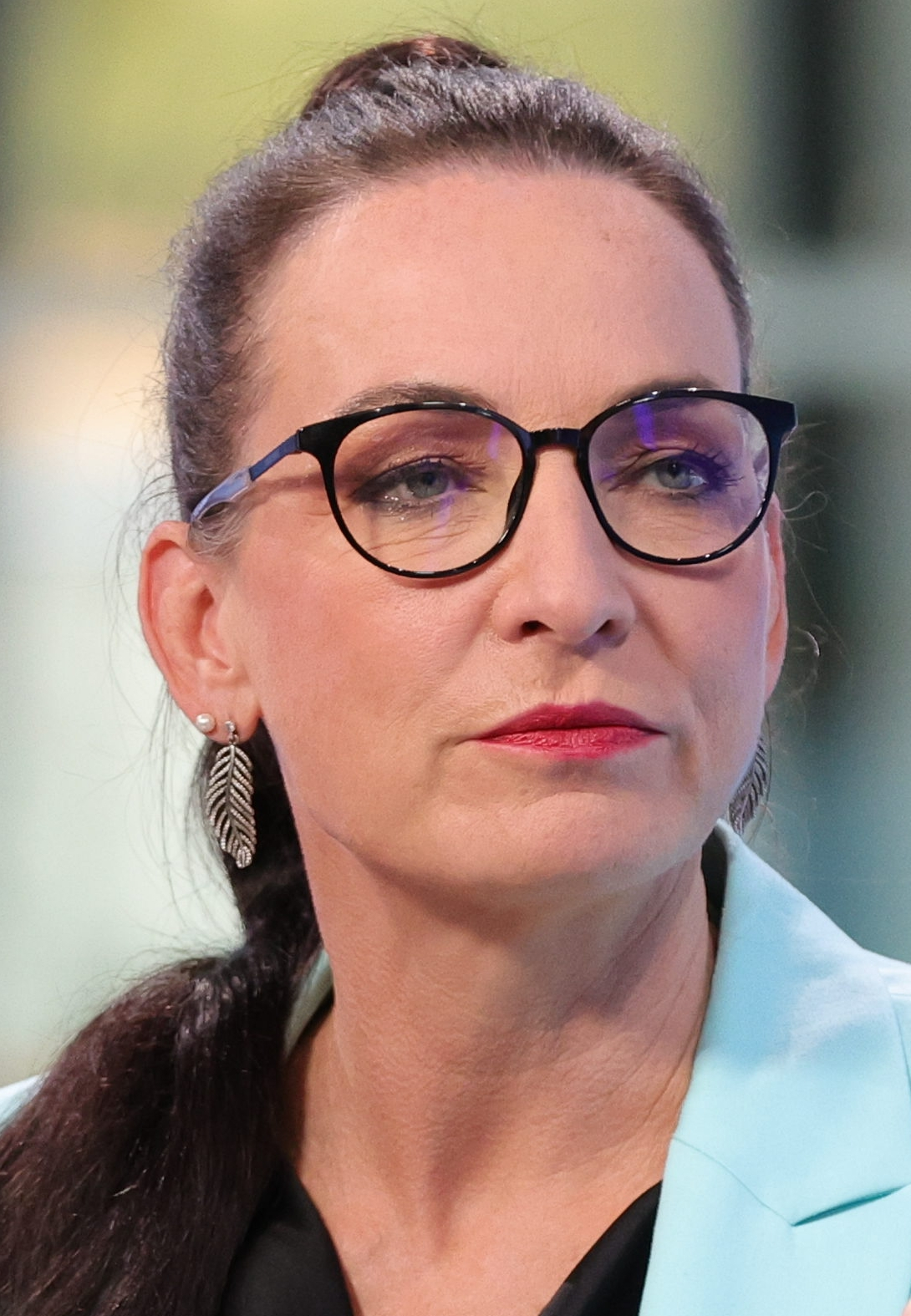
Uta Deckow (2024)

Uta Deckow (* 8. Oktober 1971), geschiedene Deckow-Kindermann, ist eine deutsche Journalistin.

## Leben
Deckow wuchs in Aue im Erzgebirge auf. Sie absolvierte ein Studium der Journalistik und der Politikwissenschaften an der Universität Leipzig. Nach dem Abschluss dieses Studiums begann sie beim Mitteldeutschen Rundfunk, wo sie zunächst für das Regionalstudio in Chemnitz tätig war. In der Folge arbeitete sie unter anderem für den Hörfunksender MDR 1 Radio Sachsen, das MDR Fernsehen und war als Moderatorin des MDR Sachsenspiegels tätig. 2013 übernahm sie die Leitung der Politikredaktion im MDR-Landesfunkhaus in Dresden und verantwortet in dieser Rolle vor allem die Berichterstattung über die sächsische Landespolitik. Vertretungswiese übernimmt sie auch die Moderation der Talkshow Fakt ist! aus Dresden, 2019 und 2024 war sie zusammen mit Gunnar Breske bzw. Andreas F. Rook Moderatorin der MDR-Wahlarena zu den Landtagswahlen in Sachsen.
Deckow ist Mitglied der Landespressekonferenz Sachsen, ab 2009 war sie als deren Schatzmeisterin tätig, 2014 übernahm sie den Vorsitz der Landespressekonferenz. Diesen Posten bekleidete sie bis April 2019.

## Persönliches
Deckow war mit dem Journalist und Fernsehmoderator René Kindermann liiert; das Paar heiratete Ende 2003 und trennte sich 2013. Der Ehe entstammen zwei Söhne.